# Harry Zohn
Harry Zohn (21. listopadu 1923, Vídeň – 3. června 2001, Boston, Massachusetts) byl americký literární historik, esejista a překladatel z němčiny do angličtiny (Herzl, Kraus, Tucholsky, Benjamin, Buber, Scholem a další).

## Životopis
V roce 1939 emigroval do Anglie, od 1940 žil v Bostonu. Byl profesorem na Brandeis University v Walthamu, Massachusetts, a autor mnoha odborných vědeckých prací zejména na téma německo-židovské literatury.
Byl ženatý s Judith Gorfinkle a měl s ní dvě děti. Zemřel v roce 2001 v Bostonu na leukémii.

## Dílo (výběr)
- Wiener Juden in der deutschen Literatur, Tel Aviv 1964
- Österreichische Juden in der Literatur. Ein bio-bibliographisches Lexikon, Tel Aviv 1969
- Der farbenvolle Untergang: Österreichisches Lesebuch, 1971
- Karl Kraus, 1971
- " ... ich bin ein Sohn der deutschen Sprache nur 	...". Jüdisches Erbe in der österreichischen Literatur, Wien/München 1986

## Ocenění
- 1999 Čestný prsten města Vídně